# Taglia che scotta
Taglia che scotta (Hard Bounty) è un film statunitense del 1995 diretto da Jim Wynorski. È un film western a basso costo su un ex cacciatore di taglie che deve vendicare la morte di una ragazza che lavorava nel suo saloon.

## Trama
Kanning, denominato lo Spirito Santo, abbandona l'attività di cacciatore di taglie e cerca di sistemarsi acquistando un locale che funge anche da bordello. Carver arriva in città per sequestrare alcune terre per conto della società Bartell Mining Company. I suoi rapporti con Kanning sono subito difficili tanto che Carver uccide una delle prostitute che lavorano per Kanning. Donnie, un'altra delle ragazze che lavorano nel saloon, non riesce a rimanere impassibile come Kanning e decide di vendicarsi con l'aiuto delle colleghe.

## Produzione
Il film fu prodotto dalla Sunset Films International e da Workin' Man Films, diretto da Jim Wynorski e girato in Arizona dal 25 luglio al 13 agosto 1994. Il regista Jim Wynorski è accreditato anche come produttore. Kelly LeBrock interpreta Donnie.

## Distribuzione
Il film fu distribuito negli Stati Uniti nel 1995. È stato poi pubblicato in DVD dalla Image Entertainment nel 1999.
Alcune delle uscite internazionali sono state:
- negli Stati Uniti il 18 aprile 1995 (Hard Bounty, in anteprima)
- in Spagna il 25 febbraio 1997 (in anteprima)
- in Portogallo (As Justiceiras)
- in Grecia (Kynigos kefalon)
- in Germania (Revolver Girls)
- in Italia (Taglia che scotta)

## Promozione
La tagline è: "Sometimes justice is against the law." ("A volte la giustizia è contro la legge.").

## Critica
Secondo il Morandini il film è un "western a basso costo" in cui la violenza viene rappresentata da un elevato numero di uccisioni ma che soffre di un ritmo generale molto lento.

## Controversie
Il film fu mandato in onda alle 10:00 su Rai 1 il 30 novembre 1999, però a causa delle proteste scatenatesi per via delle scene di nudo - comunque mai integrali - presenti nel film, la trasmissione venne interrotta improvvisamente alle ore 11:00, e la parte rimanente del film, dalla durata di mezz'ora, venne sostituita da un episodio del telefilm Thunder Alley. La RAI si giustificò dicendo che la pellicola fu trasmessa perché era catalogata come "film per tutti" - in quanto in Italia mai passato in sala e come tale privo del visto censura - nei nastri a disposizione della TV di Stato italiana. Comunque l'interruzione avvenne troppo tardi visto che nell'ultima mezz'ora non ci sono altre scene di nudo o di sesso anch'esso molto soft.